# Knockholt
Knockholt est un village et une paroisse civile du Kent, en Angleterre.
Elle est située sur les North Downs, très proche de la frontière avec le Grand Londres, avec les vues sur la cité.
En 1965, Knockholt fut rattachée au Grand Londres, dans le borough de Bromley. Après les protestations par les habitants, elle fut rendue au Kent en 1969.